# Agelaeopsylla corymbiae
Agelaeopsylla corymbiae är en insektsart som beskrevs av Taylor 1990. Agelaeopsylla corymbiae ingår i släktet Agelaeopsylla och familjen rundbladloppor. Inga underarter finns listade i Catalogue of Life.